# Vilanova i la Geltrú (ort)
Vilanova i la Geltrú (baskiska: Vilanova i la Geltru) är en ort i Spanien. Den är belägen i provinsen Província de Barcelona och regionen Katalonien, i den östra delen av landet, 500 km öster om huvudstaden Madrid. Vilanova i la Geltrú ligger 25 meter över havet och antalet invånare är 65 890.
Terrängen runt Vilanova i la Geltrú är kuperad norrut, men åt sydväst är den platt. Havet är nära Vilanova i la Geltrú åt sydost.  Vilanova i la Geltrú är det största samhället i trakten. 